# Lega per Salvini Premier
La Lega per Salvini Premier (LSP), nota semplicemente come Lega, è un partito politico italiano di destra ed estrema destra fondato il 14 dicembre 2017.
Secondo il suo statuto la LSP è un partito federalista che "propone la trasformazione dell'Italia in un moderno Stato federale" e "promuove e sostiene la libertà e la sovranità dei popoli a livello europeo". È diretto discendente politico della Lega Nord, della quale può usare il simbolo, e dalla quale ha ereditato le posizioni populiste ed euroscettiche, rinunciando tuttavia al secessionismo.
Fino al 2019 la LSP raccoglieva soltanto gli iscritti del centro e del sud Italia, mentre la Lega Nord raccoglieva gli iscritti del nord. Il congresso federale della Lega Nord svoltosi il 21 dicembre 2019 sancì, di fatto, il passaggio di consegne tra i due partiti: la LSP concluse la sua campagna di tesseramento nell'agosto del 2020, accettando nuovi militanti anche dalle regioni del nord, mentre i militanti di vecchio corso della Lega Nord avrebbero ottenuto il tesseramento ad entrambi i partiti.
È considerato un partito personale legato principalmente alla figura di Matteo Salvini, che ne è sia leader che segretario federale.

## Storia

### Dalla Lega Nord alla Lega per Salvini Premier
Il 15 dicembre 2013 Matteo Salvini, ex direttore di Radio Padania, europarlamentare e segretario della Lega Lombarda, viene eletto segretario federale della Lega Nord, in seguito a delle elezioni primarie interne al partito, dove il nuovo segretario ha la meglio sullo storico fondatore Umberto Bossi, che, dopo aver guidato il partito per oltre vent'anni, si era dimesso da segretario il 5 aprile 2012.
Chiamato a risollevare un partito travolto dallo scandalo Belsito e che alle politiche di febbraio aveva toccato i minimi storici, sia a livello nazionale sia nei suoi tradizionali baluardi locali e regionali, Salvini imprimerà una svolta storica alla Lega, riorientando il suo indirizzo politico verso le destre nazionaliste europee.
All'inizio del 2014 Salvini stringe un'alleanza in vista delle elezioni europee con il Front National di Marine Le Pen, storico partito nazionalista francese, sui temi dell'euroscetticismo, dell'immigrazione e della sovranità.. Nel corso dell'anno Salvini stringe anche una collaborazione con il movimento di estrema destra Casapound (grazie alla quale riesce a rieleggere lo storico militante e dirigente leghista Mario Borghezio all'Europarlamento) e avvia una serie di colloqui con Fratelli d'Italia di Giorgia Meloni per progettare un nuovo soggetto di destra sui temi sovranisti.
Il 19 dicembre 2014 Salvini fonda il partito Noi con Salvini come soggetto politico a sostegno del segretario nel Centro e nel Sud Italia. In quelle regioni si dà una strutturazione territoriale attraverso coordinatori locali.
Le elezioni regionali del 31 maggio 2015 sono positive per la Lega Nord in Liguria, Toscana, Umbria e Marche, nelle quali risulta il primo partito dell'area di centrodestra. Poco rilevanti invece sono al Sud i risultati della lista Noi Con Salvini. La Lega conferma il trend positivo anche nelle amministrative dell'anno successivo, nelle quali si attesta come primo partito di centrodestra in molte realtà del nord e del centro Italia. In questa tornata Noi Con Salvini raccoglie un risultato incoraggiante soltanto a Latina, dove la lista ottiene il 4,07% di preferenze. Alle amministrative del 2017 la Lega Nord risulta uno degli unici due partiti a guadagnare consensi (insieme a FdI) nel confronto con la tornata elettorale del 2012,. La lista Noi Con Salvini ottiene invece risultati poco rilevanti in quasi tutti i comuni dell'Italia centro-meridionale, con l'eccezione dell'Aquila, dove con il 6,76% risulta il secondo partito della coalizione a sostegno del candidato vincente Pierluigi Biondi.

### La svolta nazionale e le politiche del 2018
Il 14 maggio 2017 a Parma Salvini viene riconfermato segretario attraverso le primarie della Lega Nord, battendo il candidato dell'ala indipendentista Gianni Fava. Il 21 maggio il congresso del partito sancisce la svolta nazionale: lo slogan della campagna che ha sancito la vittoria di Salvini è stato "Prima gli Italiani!", senza alcun riferimento al Nord. Il segretario, nel suo intervento congressuale, spiega ai militanti che "Sovranismo e federalismo vanno di pari passo, se non ci riprendiamo moneta e confini è inutile qualsiasi battaglia per l'autonomia". E che "se un abruzzese o un siciliano mi viene a chiedere una mano, io non gli dico che è fuori dallo Statuto della Lega". Il leader storico Umberto Bossi, contrario all'abbandono del nordismo, viene invece fischiato dall'ala maggioritaria del partito.

Simbolo ufficiale della "Lega per Salvini Premier"

Nell'ottobre 2017 Salvini annuncia, a margine di un consiglio federale, che alle elezioni politiche del 2018 la Lega Nord si presenterà con una lista di nome "Lega", unica per tutta l'Italia. Chiede al Presidente della Repubblica Sergio Mattarella di sciogliere le Camere in anticipo, delega la questione dell'autonomia ai presidenti di regione Zaia e Maroni, dopo i referendum consultivi del 22 ottobre in Veneto e in Lombardia. Riceve le critiche di Gianni Fava, assessore all'agricoltura della Giunta Maroni in Lombardia e già candidato alla segreteria del partito alle primarie del maggio precedente, in qualità di esponente della minoranza indipendentista e bossiana.
Il 14 dicembre 2017 viene fondato, dallo storico dirigente leghista Roberto Calderoli, il partito Lega per Salvini Premier, il cui Statuto viene pubblicato in Gazzetta Ufficiale, con sede a Milano in via Privata delle Stelline, n. 1. Fra gli obiettivi del nuovo movimento politico vengono indicati quello di trasformare l'Italia "in un moderno Stato federale attraverso metodi democratici ed elettorali" e quello di sostenere "la libertà e la sovranità dei popoli a livello europeo". L'organizzazione prevede l'estensione del movimento a tutte le regioni dello Stato italiano. Il simbolo del partito è ispirato alla campagna elettorale di Donald Trump per le primarie del Partito Repubblicano del 2016 negli Stati Uniti d'America. Esso è infatti "costituito da un rettangolo di colore blu in cui campeggia la scritta 'Lega per Salvini Premier' in bianco, circondata da una sottile cornice sempre di colore bianco".
Una settimana dopo, Salvini presenta al congresso federale il nuovo simbolo della Lega Nord da presentare in tutte le circoscrizioni dello Stato italiano: viene rimossa la parola "Nord", restano solo la parola "Lega" e la raffigurazione di Alberto da Giussano, viene aggiunto in basso lo slogan "Salvini Premier". In questa occasione Salvini presenta anche il programma di governo per le politiche del 2018, per le quali punta alla coalizione di centrodestra e al raggiungimento del 20% dei voti a livello nazionale. Viene annunciato che l'abolizione della cosiddetta Legge Fornero è punto non negoziabile per una possibile alleanza con gli altri partiti dell'area.
Alle elezioni politiche del 2018 la Lega, all'interno della coalizione di centro-destra, ottiene il risultato storico del 17,35% dei voti alla Camera e del 17,65% al Senato, confermandosi come primo partito della coalizione e attestandosi come terza forza politica del paese. Il risultato massimo ottenuto dalla Lega Nord era stato sino a quel momento il 10% circa delle politiche del 1996, quando si presentò da sola, senza coalizioni.
Nel medesimo giorno si vota per il rinnovo dei consigli regionali e dei presidenti di Lombardia e Lazio. Nel primo caso il centrodestra si conferma alla guida della regione con il candidato leghista Attilio Fontana, che per poco non ottiene la maggioranza assoluta delle preferenze. Nel secondo caso il centrodestra non riesce ad eleggere il candidato di FI Stefano Parisi, sconfitto dal presidente uscente Nicola Zingaretti, ma la lista della Lega ottiene il 9,96% delle preferenze.

### Elezioni regionali del 2018
Le elezioni in programma nell'aprile 2018 in Molise (22 aprile) e in Friuli-Venezia Giulia (29 aprile) sono molto attese a livello nazionale, visto che si svolgono un mese dopo le politiche e, secondo giornalisti e alcuni politici, potrebbero andare a risolvere la situazione di stallo istituzionale; tra questi, proprio Salvini dichiara che "se vince il centrodestra in Molise e Friuli, faccio un governo entro quindici giorni". Le elezioni regionali in Molise vedono il M5S partire con i gradi di favorito con il candidato Andrea Greco, ma il centrodestra ribalta le attese, vincendo con il candidato forzista Donato Toma, con la Lega seconda forza della coalizione vincente (dietro a FI) con l'8%, record leghista in Molise. Le elezioni del Friuli-Venezia Giulia portano un risultato ancora più eclatante: il candidato del centro-destra, il leghista Massimiliano Fedriga, dato già alla vigilia come gran favorito, vince con il 57% e la Lega prende il 35% battendo di gran lunga gli alleati, ma anche tutti gli altri partiti, risultando prima forza politica in regione. La Lega così ottiene un altro governatore, il terzo, dopo il lombardo Fontana e il veneto Zaia.
Il 20 maggio 2018 alle regionali in Valle d'Aosta, la Lega arriva al secondo posto, dietro l'Union Valdôtaine, con più del 17%, che le fa guadagnare 7 consiglieri (dopo le elezioni del 2013 non ne aveva neanche uno).
Alle comunali del 2018, la Lega vince con il centrodestra a Vicenza, Treviso, Sondrio, Massa, Siena, Pisa, Terni, Viterbo e Catania, ottenendo percentuali oltre il 20% al centro-nord.

### Alleanza giallo-verde

#### Ingresso nel governo Conte

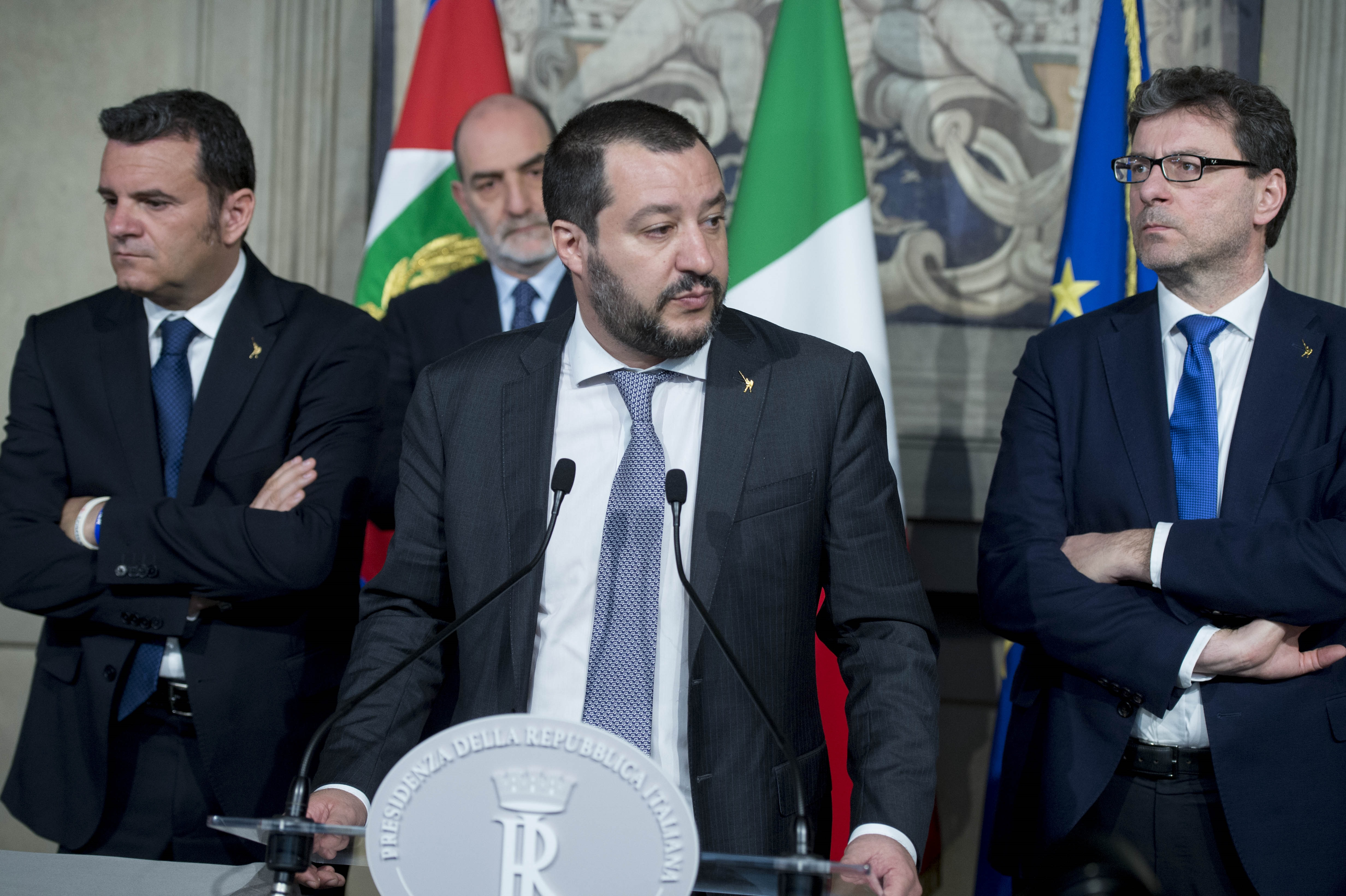
Salvini con i capigruppo di Senato e Camera Centinaio e Giorgetti nel 2018 dopo un colloquio al Quirinale

Dopo una lunga trattativa, il 1º giugno 2018 nasce il governo presieduto dal professor Giuseppe Conte, indipendente vicino e indicato dal Movimento 5 Stelle (M5S). Si tratta di un governo di coalizione, nato da un accordo tra la Lega con il M5S. I due partiti avevano infatti sottoscritto in precedenza un accordo di governo chiamato "Contratto per il Governo del Cambiamento". Nel governo entra lo stesso Salvini, come vicepresidente e ministro dell'Interno. La Lega viene rappresentata nell'esecutivo da 6 ministri, 3 viceministri e 15 sottosegretari (tra cui il Segretario del Consiglio dei ministri).

#### Elezioni regionali del 2019
Le elezioni regionali in Abruzzo (10 febbraio 2019) e in Sardegna (24 febbraio) sono anch'esse molto attese a livello nazionale. In Abruzzo il centro-destra candida il senatore di Fratelli d'Italia Marco Marsilio, vincendo le elezioni con il 48,03% dei voti, mentre la Lega diventa il primo partito della Regione con il 27,53% dei consensi e 10 consiglieri regionali (ed ottiene 4 assessori nella nuova giunta regionale).
In Sardegna il candidato Presidente Christian Solinas, segretario del Partito Sardo d'Azione e senatore della Lega, vince le elezioni con un distacco di quasi 20 punti dall'avversario. La Lega, alleata in questa regione con il Partito autonomista di cui Solinas è segretario, ottiene l'11,35% dei voti e 8 consiglieri.

#### Elezioni europee del 2019
In vista delle elezioni europee del 2019 la Lega promuove, con altri soggetti politici, la costituzione di un vasto schieramento sovranista e di destra, Identità e Democrazia. Con oltre 9 milioni di voti e il 34,26% dei suffragi, la Lega conquista nel voto europeo del 26 maggio il suo miglior risultato elettorale e, per la prima volta nella storia, risulta il partito più votato in un'elezione nazionale. La Lega ha potuto eleggere all'Europarlamento una pattuglia di 28 eurodeputati, seconda solo a quella del partito tedesco della CDU, che ne ha eletti 29. Nel febbraio 2020, dopo la formalizzazione dell'uscita del Regno Unito dall'Ue, a causa del meccanismo di riassegnazione di una parte dei seggi britannici a Strasburgo il ripescaggio del leghista Vincenzo Sofo consente alla Lega di appaiare a quota 29 eurodeputati il partito di Angela Merkel.

#### L'uscita dal governo
Forte del risultato elettorale, l'8 agosto 2019 la Lega esce dalla maggioranza e chiede il ritorno alle urne per incassare il grande risultato elettorale anche a livello nazionale. L'indomani presenta al Senato una mozione di sfiducia nei confronti del governo.
Il 20 agosto, dopo un lungo scontro al Senato tra leghisti da una parte e Conte e M5S dall'altra, Salvini ritira la sua sfiducia al governo, ma allora è Conte che, vedendo nei leghisti mancanza di coraggio nell'esprimere il gesto della sfiducia, rassegna le dimissioni. Nei giorni successivi, Salvini si rende disponibile a formare un nuovo governo con il M5S, proponendo Luigi Di Maio come presidente del Consiglio: quest'ultimo rifiuta ogni ipotesi di accordo con il partito che aveva ormai aperto la crisi.

### Opposizione al governo Conte II
L'esperienza di governo termina il 5 settembre 2019, per un totale di 461 giorni, ovvero 1 anno, 3 mesi e 4 giorni, con la fiducia al governo Conte II con il voto contrario della Lega. Dunque, il partito torna all'opposizione rispetto al Governo sostenuto da Partito Democratico, Movimento 5 Stelle e Liberi e Uguali.

### Elezioni regionali del 2020
La Lega si presenta con il proprio simbolo in tutte le regioni italiane al voto per il rinnovo delle giunte e dei consigli regionali nel 2020. Nelle elezioni regionali del 26 gennaio è nella coalizione a sostegno di Jole Santelli in Calabria, mentre candida una propria esponente, Lucia Borgonzoni, in Emilia-Romagna. In Calabria, la coalizione di centro-destra vince con il 55,29% dei voti mentre la Lega ha ottenuto il 12,25% dei voti. In Emilia-Romagna invece la Borgonzoni viene sconfitta dal governatore uscente Stefano Bonaccini, ottenendo il 43,63% dei voti, mentre la Lega ha ottenuto il 31,95% dei voti.
Nelle elezioni regionali del 20-21 settembre la Lega si presenta coalizzata con gli altri partiti del centrodestra in tutte le regioni al voto (Campania, Liguria, Marche, Puglia, Toscana e Veneto) tranne che in Valle d'Aosta, presentando propri candidati a presidente nelle regioni Veneto (Luca Zaia) e Toscana (Susanna Ceccardi). Luca Zaia risulta vincitore con ben il 76,79% dei voti, mentre Susanna Ceccardi, con il 40,45% dei voti, viene sconfitta dal candidato del centrosinistra Eugenio Giani. A livello di lista la Lega in questa tornata ha ottenuto il 5,65% dei voti in Campania, il 17,14% in Liguria, il 22,38% nelle Marche, il 9,57% in Puglia, il 21,78% in Toscana, il 16,92% in Veneto (con la lista Zaia che però ha ottenuto il 44,57%) e il 23,90% in Valle d'Aosta.

### Appoggio al governo Draghi

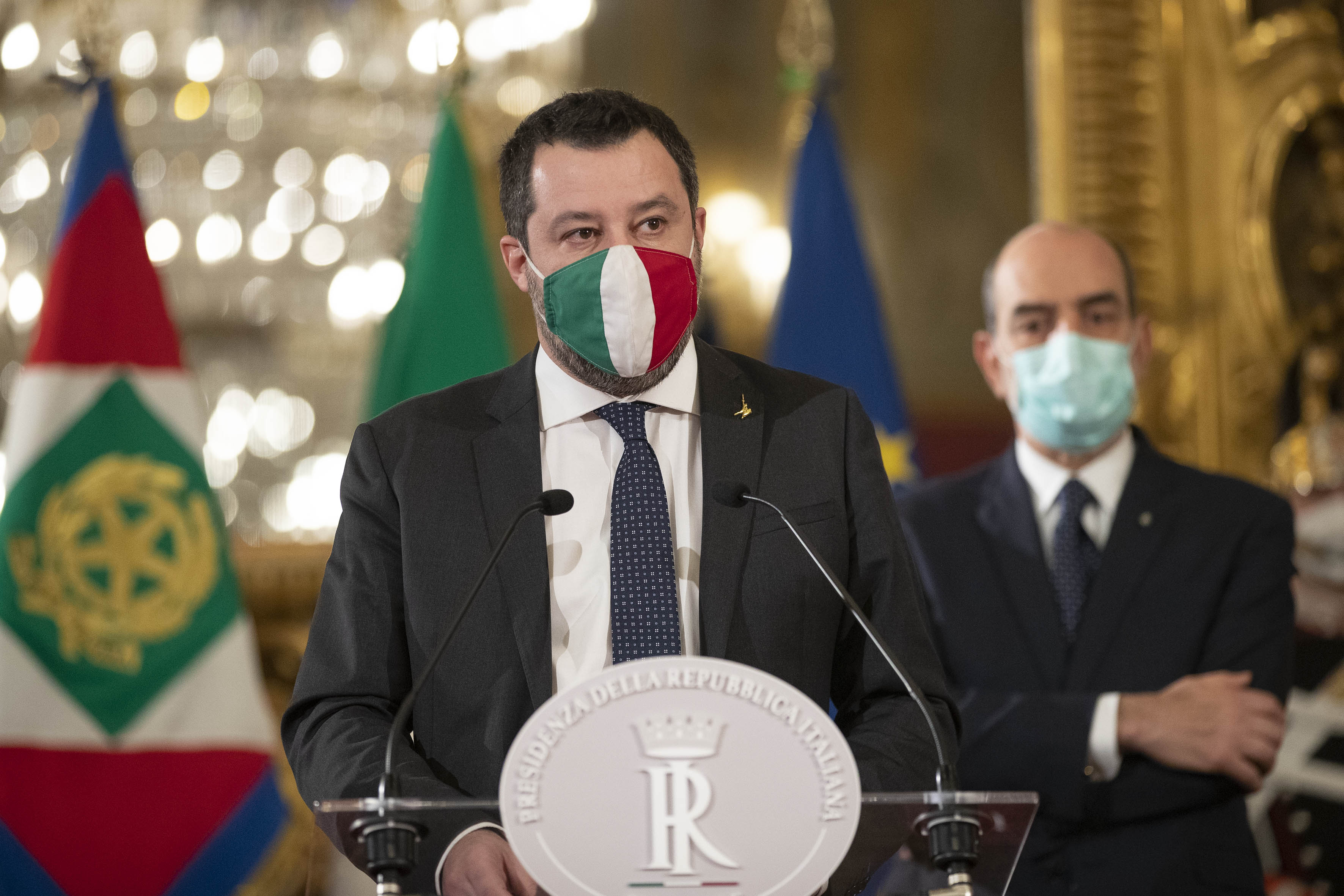
Matteo Salvini al Palazzo del Quirinale nel 2021

Il 13 gennaio 2021 Matteo Renzi annuncia il ritiro dall'esecutivo dei ministri di Italia Viva Teresa Bellanova (Agricoltura) e Elena Bonetti (Pari Opportunità), aprendo la crisi del governo Conte II. Il 13 febbraio la Lega entra nel governo di unità nazionale presieduto dall'ex presidente della Banca Centrale Europea Mario Draghi, al quale dà la fiducia il 17 e il 18 febbraio rispettivamente al Senato e alla Camera. Gli esponenti di LSP nell'esecutivo sono Giancarlo Giorgetti allo Sviluppo Economico, Massimo Garavaglia al Turismo e Erika Stefani alla Disabilità, un viceministro e 8 sottosegretari.

#### Elezioni regionali e amministrative del 2021
Alle elezioni regionali calabresi del 2021 la Lega si presenta nella coalizione di centrodestra a sostegno del candidato presidente Roberto Occhiuto.
Alle elezioni amministrative dello stesso anno la Lega sostiene la candidatura di Enrico Michetti a Roma, di Luca Bernardo a Milano, di Fabio Battistini a Bologna, di Paolo Damilano a Torino e di Roberto Dipiazza a Trieste. A Napoli la Lega avrebbe dovuto sostenere l'ex magistrato Catello Maresca con la lista civica "Prima Napoli", ma questa è stata esclusa dalla commissione elettorale locale per un ritardo nella presentazione.

### Elezioni politiche del 2022 e governo Meloni

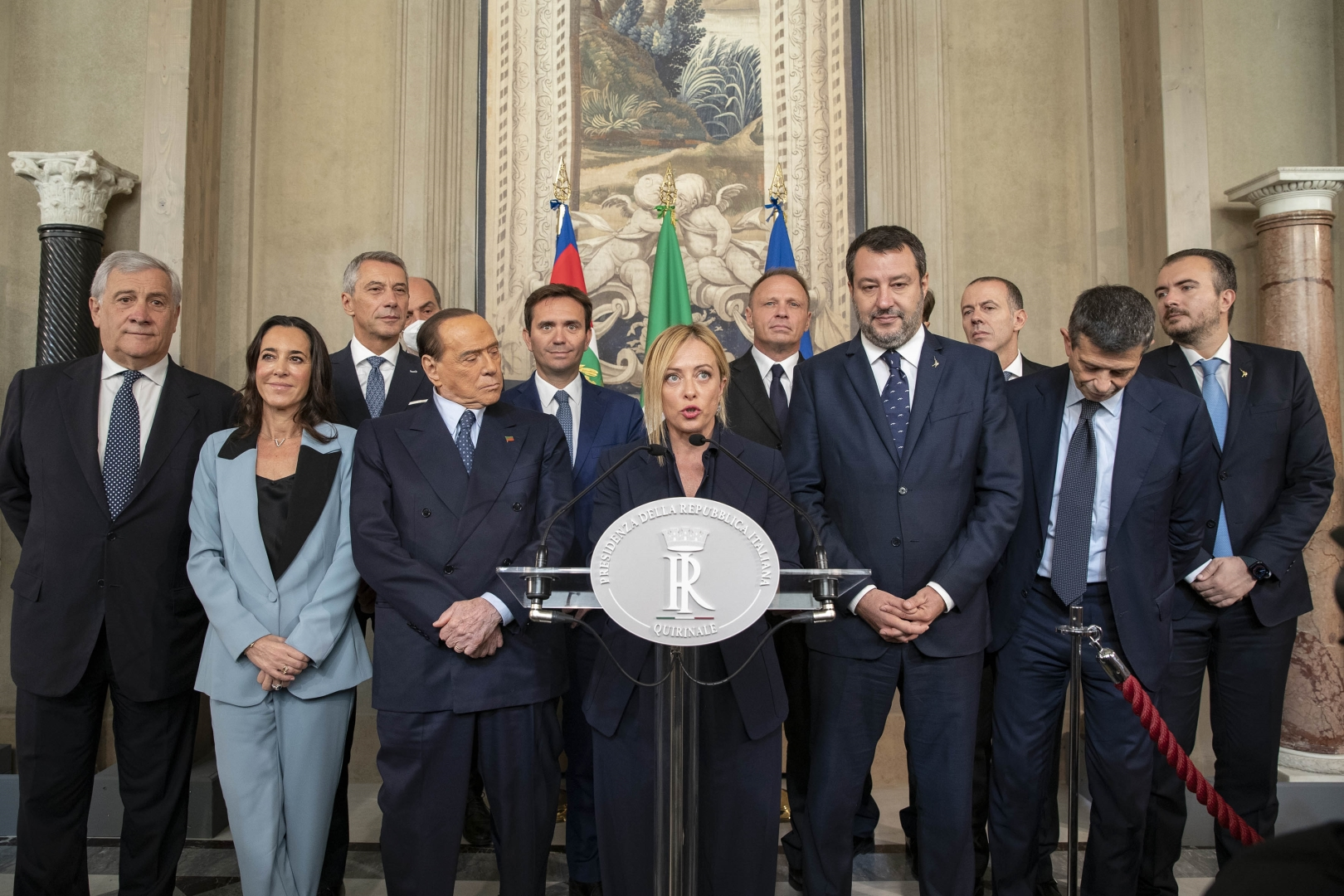
La coalizione di centro-destra alle consultazioni al Quirinale nel 2022.

Dopo le dimissioni del governo Draghi la Lega e i partiti di centrodestra si ricompattano in coalizione e alle elezioni politiche del 2022 vince con il 44% dei voti, risulta come secondo partito della coalizione dopo Fratelli d'Italia con l'8,79% dei voti alla Camera e l'8,84% al Senato subendo un enorme calo di voti dalle precedenti elezioni. Da subito Salvini disse che il partito appoggerà il futuro governo in quanto esso avrebbe avuto la maggioranza delle camere e conseguentemente entra a far parte del governo Meloni esprimendo 5 ministri, 2 viceministri e 9 sottosegretari. Il segretario Matteo Salvini è nominato Ministro delle Infrastrutture e dei Trasporti e congiuntamente ad Antonio Tajani Vicepresidente del Consiglio dei Ministri.

### Elezioni europee del 2024
Alle elezioni europee del 2024 il partito ottenne il risultato del 8,97% dei voti, attestandosi di poco al di sotto di Forza Italia con il 9,59% e diventando così il terzo partito nella coalizione di governo e il quinto nel paese. Un mese dopo le elezioni il partito lascia assieme ad altri il gruppo politico Identità e Democrazia per aderire al nuovo gruppo Patrioti per l'Europa, in cui fa eleggere come vice-presidente il generale Vannacci.
Il 25 giugno 2024 l'ex deputato Paolo Grimoldi e il consigliere regionale del Veneto Gabriele Michieletto, assieme ad altri, vengono espulsi dal partito per decisione unanime del Consiglio federale.
Il 12 settembre dello stesso anno Matteo Salvini nomina Alberto Stefani e Claudio Durigon nuovi vicesegretari della Lega al posto di Lorenzo Fontana e Giancarlo Giorgetti.

## Ideologia e posizioni
La Lega di Salvini è un partito di ispirazione sovranista, critico dell'Unione europea, della moneta unica e dell'immigrazione. In Italia ha affinità e collabora con Fratelli d'Italia, in Europa milita nel Partito Identità e Democrazia e leader come Marine Le Pen e Viktor Orbán sono i suoi principali interlocutori.

### Nazionalismo e immigrazione
A partire dal Congresso della Lega Nord del 21 maggio 2017, che sanciva il suo secondo mandato come segretario federale del partito, Salvini ha cominciato a usare lo slogan "Prima gli Italiani!", motto che riprendeva in parte quello di Donald Trump, "America first!", utilizzato dall'ex presidente statunitense durante il suo mandato. Lo slogan è in seguito diventato una delle parole d'ordine sia della campagna elettorale delle politiche del 2018, sia delle tornate successive, che descrive le posizioni della Lega in materia di immigrazione e il suo orientamento ideologico prossimo al populismo di destra.
La posizione del partito in materia di immigrazione è quella della linea dura nei confronti dell'immigrazione clandestina, in particolare dei flussi migratori che si svolgono via mare. È fortemente critico nei confronti delle organizzazioni non governative che trasportano i migranti nei paesi transfrontalieri europei, poiché ritenute complici del "traffico di esseri umani". All'interno dei confini nazionali la Lega è scettica nei confronti delle richieste di asilo e dei relativi centri di accoglienza e auspica il rimpatrio degli immigrati irregolari. Ha cercato di disciplinare alcuni dei temi sull'immigrazione attraverso i cosiddetti Decreti Sicurezza.

### Indipendentismo, autonomismo e federalismo
La Lega per Salvini Premier ha accantonato definitivamente le aspirazioni indipendentiste della Lega Nord, già ridimensionate prima della segreteria di Matteo Salvini, trasformandosi in un partito nazionalista. Invece, non è del tutto venuta meno la vicinanza ideologica e politica con l’indipendentismo catalano, non condivisa dagli alleati di Fratelli d’Italia. In seguito al referendum sull’indipendenza della Catalogna del 2017, la Lega, che secondo alcuni analisti spagnoli presentava similitudini con Sinistra Repubblicana di Catalogna almeno nel suo passato indipendentista, ha manifestato il proprio sostegno alla causa catalanista esibendo la estelada (bandiera separatista catalana) nei Consigli regionali di Emilia-Romagna e Veneto, chiedendone l’esposizione ufficiale sul palazzo dell’amministrazione regionale della Lombardia nel quadro di una mozione che esprimeva solidarietà ai detenuti politici catalani. Salvini ha però definito una «forzatura» il referendum catalano in quanto non previsto dalla costituzione spagnola, pur «rispettando il voto come risposta democratica del popolo all’arroganza e alle manganellate del Governo Rajoy». Inoltre, nel 2018 Salvini ha definito «inaccettabile» l’arresto in Germania dell’allora presidente della Generalità della Catalogna, Carles Puigdemont, accusato dopo il referendum di ribellione, sedizione e appropriazione indebita di denaro. Tuttavia, nel 2019 la Lega ha ospitato ad un convegno una delegazione di Vox, partito spagnolo che osteggia l'indipendentismo catalano ma con il quale vi sono sia un’intesa sul tema dell’immigrazione, che differenze sull’autonomismo territoriale. Nel 2021, invece, dopo l’arresto di Puigdemont, avvenuto in Sardegna, alcuni esponenti leghisti ne hanno salutato favorevolmente la liberazione e si sono espressi contro la sua estradizione avanzata dalla Spagna; Salvini ha auspicato che l’Italia non si facesse «protagonista di giustizia o vendette su richiesta di altri Paesi per un reato politico».
Tra il 2014 e il 2015 i consigli regionali di Lombardia e Veneto, a maggioranza di centrodestra e guidati da presidenti leghisti, hanno invece approvato la proposta di referendum per avviare una trattativa con lo Stato finalizzata ad ottenere la gestione di diverse materie di competenza in un quadro di autonomia differenziata, slegata dai precedenti ideali secessionisti della Lega Nord (i referendum consultivi si sono tenuti nel 2017 con vittoria preponderante del sì in entrambe le regioni). 
Il tema dell’autonomia differenziata è stato portato dalla Lega nel programma elettorale delle elezioni politiche del 2022, poi presentato dopo la vittoria della coalizione di centrodestra come una delle future azioni del governo Meloni e successivamente inserito nell’agenda dell’esecutivo con l’intento di modificare l’Italia in uno stato federale e presidenziale. La riforma federale è indicata come finalità del partito nel proprio statuto.

### Europa
Dal 2019 La Lega rientra tra i componenti del gruppo politico sovranista Identità e Democrazia del Parlamento europeo, del quale fa parte anche Rassemblement National di Marine Le Pen: l’intesa tra il partito francese, al tempo ancora denominato Front National, e l’allora Lega Nord, basata sull’opposizione all’euro e a favore della sovranità monetaria, risale al 2014. Presenta una sintonia ideologica con l’ungherese Fidesz, in particolare riguardo l’immigrazione clandestina ed il riassetto dell’Unione Europea in chiave conservatrice-sovranista (definito “Europa delle nazioni”). In questo senso, insieme alle suddette formazioni politiche e ad altri tredici partiti appartenenti ai gruppi delle destre del Parlamento europeo (Identità e Democrazia e Gruppo dei Conservatori e dei Riformisti Europei), il 2 luglio 2021 la Lega ha sottoscritto l'Appello per il futuro dell'Europa, un manifesto a favore della sovranità nazionale e critico delle istituzioni comunitarie europee, alle quali si riferisce come a un "Superstato" che potrebbe “trasformare l’Ue in una speciale oligarchia”; il documento sostiene una cooperazione che “si basi su tradizioni, cultura e storia degli Stati, sull'eredità giudaico-cristiana d’Europa e sui valori della famiglia e dell'unità delle nazioni".
A giugno 2020, nel Parlamento europeo, la Lega ha votato contro una risoluzione che condannava la morte dello statunitense George Floyd oltre a ogni forma di razzismo, odio e violenza non condividendone «le prese di posizione e le strumentalizzazioni per attaccare indiscriminatamente i rappresentanti delle forze dell’ordine, il presidente Usa e forze politiche che esprimono pareri critici rispetto alla gestione dei fenomeni migratori» e ritenendo «inopportuno paragonare la situazione Usa con quella Ue» attraverso un provvedimento «rappresentante una realtà distorta» «e che presenta molti obiettivi utopici» in quanto ritenuto come «inopportuno paragonare la situazione Usa con quella Ue».
A marzo 2021, nel Parlamento europeo, il partito ha votato contro la risoluzione che dichiarava l’Unione europea una “zona di libertà per le persone LGBTIQ”, intravvedendovi uno strumento per «attaccare il popolo polacco» e una «corsia preferenziale per migranti Lgbtq» (in riferimento ad un articolo che enuncia il diritto di asilo politico), pur «condannando tutte le forme di violenza e discriminazione fondate sul sesso o sull'orientamento sessuale».

### Economia e welfare
La Lega ha espresso fino al 2018 una posizione fortemente contraria all'euro. Alle elezioni politiche del 2018 ha candidato il professore di economia politica Alberto Bagnai al collegio uninominale di Firenze e Claudio Borghi al collegio uninominale di Siena, entrambi noti critici della moneta unica. In seguito alla bocciatura del Presidente della Repubblica Sergio Mattarella all'ingresso di Paolo Savona nel governo giallo-verde come Ministro dell'Economia, la Lega ha rivisto la propria contrarietà alla moneta unica.
Per quanto riguarda la fiscalità la Lega sostiene la riduzione della pressione fiscale e ha proposto dal 2018 la misura della flat tax al 15%. Sul tema pensionistico il partito è uno dei maggiori critici della Riforma delle pensioni Fornero ed è stato uno dei fautori, con il Movimento 5 Stelle, del cosiddetto "Quota 100", approvato il 18 gennaio del 2019. In materia finanziaria è favorevole all'abolizione del tetto all'uso del contante.
Sul welfare la Lega è critica nei confronti del reddito di cittadinanza, nonostante abbia contribuito ad approvarlo durante il primo Governo Conte.

### Giustizia
Nel 2021 la Lega ha promosso, insieme al Partito Radicale, sei quesiti referendari per riformare la giustizia italiana. Nello specifico, i sei quesiti riguardano: la responsabilità civile dei magistrati, la separazione delle carriere, la limitazione della custodia cautelare ai soli casi di pericolo di compimento di reati gravi, l'abolizione della legge Severino nella parte in cui prevede la sanzione accessoria dell'incandidabilità e del divieto di ricoprire cariche elettive e di governo dopo una condanna definitiva, l'abrogazione della raccolta firme per il magistrato che intende candidarsi al Consiglio superiore della magistratura e la possibilità di dare anche ai membri non togati il diritto di voto sulle valutazioni dei magistrati nei Consigli giudiziari.
Nel febbraio 2022 la Corte costituzionale non ha giudicato ammissibile il quesito riguardante la responsabilità civile dei magistrati, mentre ha dato il via libera per gli altri cinque. Tuttavia l'affluenza a questi referendum, tenutisi il 12 giugno dello stesso anno, è stata del 20,9%, e quindi non ha raggiunto il quorum necessario alla validazione dei quesiti referendari.

### Politiche sociali e diritti civili
Sul fronte del sociale, la Lega è contraria alle unioni civili, al matrimonio omosessuale, all'adozione da parte di coppie gay e alla proposta di legge ddl zan. Inoltre nel 2016, la Lega propose (insieme a Fratelli d'Italia e Forza Italia) un referendum abrogativo per abolire la legge sulle unioni civili tra persone dello stesso sesso.
È fortemente contraria anche alla legalizzazione delle droghe leggere, alla cannabis light e all’eutanasia inoltre è in forte opposizione allo ius soli e allo ius culturae.

## Tesseramento
Nel 2018, l'appena fondata Lega per Salvini Premier iniziò a tesserare i soci sostenitori dell'Italia centro-meridionale (sostituendosi così al movimento Noi con Salvini), mentre i militanti leghisti dell'Italia centro-settentrionale continuarono a rimanere iscritti alla Lega Nord; a seguito del congresso della Lega Nord tenutosi il 21 dicembre 2019, in cui venne in parte modificato lo statuto del partito (le cui modifiche più rilevanti furono la riduzione dei poteri del Presidente federale, l'allungamento della scadenza del mandato del segretario da tre a cinque anni, l'introduzione del "doppio tesseramento" e la possibilità per il consiglio federale di concedere l'utilizzo del simbolo ad altri movimenti politici) e della chiusura della campagna di tesseramento del nuovo partito nell'agosto 2020, la LSP, fino ad allora attiva solo nell'Italia centro-meridionale, diventò un partito attivo su tutto il territorio nazionale. La Lega Nord, non potendo essere sciolta poiché gravata da un debito di 49 milioni di euro con lo Stato italiano, è stata invece formalmente tenuta in vita e le sue tessere sono state donate agli ex militanti.

## Comunicazione politica della Lega
A partire dal 2014 la comunicazione politica e la propaganda di Salvini e della Lega sono state affidate ad una società esterna al partito, la "Sistema Intranet snc" di Luca Morisi e Andrea Paganella. Essa, secondo varie ricostruzioni, avrebbe selezionato messaggi politici, slogan, hashtag di successo e scene tratte dalla vita quotidiana di Salvini tramite un software, conosciuto come "la Bestia", in grado di elaborare la analisi del sentiment in rete attraverso una serie di algoritmi allo scopo di creare consenso elettorale. Sebbene alcuni esperti abbiano ipotizzato uno strumento di monitoraggio della rete, per ammissione di Morisi si tratterebbe invece di un software collaborativo per la creazione e pubblicazione di contenuti online, che non farebbe uso di bot. Si è anche ipotizzato che la Bestia fosse il soprannome dello staff aziendale.
La strategia comunicativa della Bestia è stata analizzata in uno studio del Dipartimento di scienze politiche dell'Università di Padova, nel quale si afferma che Salvini «ha aperto la pagina nel 2010 [...] con una strategia considerata efficace ancora oggi...in grado di porsi in sintonia con gli umori prevalenti di una parte sostanziale dell'utenza nella rete». L'abilità di Morisi consiste nel «posizionarsi dalla parte “giusta” e maggioritaria dell’opinione pubblica» e di essere «in grado di analizzare in tempo reale l’orientamento dei commenti e delle reazioni ad un post e che suggerirebbe su quali temi soffermarsi nel post successivo». Sempre di Morisi è stata l'invenzione del soprannome "il Capitano", appellativo con il quale Salvini viene chiamato dai suoi sostenitori.
Il 23 settembre 2021 Morisi rassegna le dimissioni da spin doctor della comunicazione politica leghista per "problemi personali e familiari". Quattro giorni più tardi Morisi è risultato indagato a seguito di un'accusa di cessione di cocaina da parte di due ragazzi romeni, caso per il quale la Procura di Verona ha chiesto l'archiviazione il 30 novembre dello stesso anno.

## Critiche e controversie

### Moscopoli o Russiagate
A febbraio 2019 un'inchiesta del periodico L'Espresso fa emergere una presunta trattativa fra tre uomini italiani e tre uomini russi per il finanziamento della campagna elettorale della Lega per le europee del 2019 attraverso dei fondi russi, avvenuta il 18 ottobre 2018. A giugno 2019, il sito statunitense BuzzFeed News pubblica delle intercettazioni ambientali di una riunione svoltasi all'hotel Metropol' di Mosca che confermano quanto scoperto dalla rivista italiana. Nel settembre dello stesso anno si scoprirà che due dei tre uomini intercettati all'Hotel Metropol' sono due uomini vicini al filosofo Aleksandr Dugin e all'avvocato Vladimir Pligin.
In seguito alle inchieste giornalistiche nel luglio 2019 la Procura di Milano ha inserito nel registro degli indagati, fra gli altri: Gianluca Savoini (ex portavoce di Salvini), il consulente bancario Francesco Vannucci e l'avvocato internazionalista Gianluca Meranda.
A gennaio 2023 la procura di Milano ha chiesto l'archiviazione per i tre indagati, accolta dal GIP milanese tre mesi dopo.

## Struttura

### Organi federali
Gli organi federali della Lega per Salvini Premier sono: il Congresso Federale; il Consiglio Federale; il Segretario Federale; il Comitato Amministrativo Federale; l'Organo Federale di Controllo sull'Amministrazione; il Comitato Disciplinare e di Garanzia; il Responsabile Federale Organizzativo e del Territorio; la Commissione Statuto, Regolamenti e Tesseramento; il Responsabile del trattamento dei dati personali; il Coordinamento Federale del Movimento Giovanile.

#### Segretario federale
| Segretario     | Periodo                     |
| -------------- | --------------------------- |
| Matteo Salvini | 31 gennaio 2020 – In carica |

#### Vicesegretari federali
| Vicesegretario      | Periodo                             | Segreteria |
| ------------------- | ----------------------------------- | ---------- |
| Giancarlo Giorgetti | 31 gennaio 2020 – 12 settembre 2024 | Salvini    |
| Lorenzo Fontana     | 31 gennaio 2020 – 12 settembre 2024 | Salvini    |
| Andrea Crippa       | 31 gennaio 2020 – 15 maggio 2025    | Salvini    |
| Alberto Stefani     | 12 settembre 2024 – In carica       | Salvini    |
| Claudio Durigon     | 12 settembre 2024 – In carica       | Salvini    |
| Roberto Vannacci    | 15 maggio 2025 – In carica          | Salvini    |
| Silvia Sardone      | 15 maggio 2025 – In carica          | Salvini    |

#### Segretario organizzativo
| Segretario        | Periodo                           |
| ----------------- | --------------------------------- |
| Roberto Calderoli | 31 gennaio 2020 – 26 ottobre 2022 |
| Maurizio Bosatra  | 26 ottobre 2022 – In carica       |

#### Amministratore federale
| Amministratore   | Periodo                          |
| ---------------- | -------------------------------- |
| Giulio Centemero | 31 gennaio 2020 – 14 aprile 2023 |
| Alberto Di Rubba | 14 aprile 2023 – In carica       |

### Presidenti dei gruppi parlamentari

#### Camera dei deputati
- 31 gennaio 2020 – In carica: Riccardo Molinari, vice: Fabrizio Cecchetti, poi Igor Iezzi

#### Senato della Repubblica
- 31 gennaio 2020– In carica: Massimiliano Romeo, vice: Paolo Tosato, poi Mara Bizzotto

#### Parlamento europeo
- 31 gennaio 2020 – 16 luglio 2024: Marco Campomenosi
- 16 luglio 2024 – In carica: Paolo Borchia[154]

### Articolazioni regionali e territoriali
La Lega per Salvini Premier è una confederazione composta dalle seguenti articolazioni territoriali regionali costituite a livello regionale, provinciale o sovra-provinciale:
| Segreteria                | Referente                        |
| ------------------------- | -------------------------------- |
| Abruzzo                   | Vincenzo D’Incecco (commissario) |
| Alto Adige                | Paolo Zenorini                   |
| Basilicata                | Pasquale Pepe (commissario)      |
| Calabria                  | Filippo Mancuso (commissario)    |
| Campania                  | Gianpiero Zinzi (commissario)    |
| Emilia                    | Matteo Rancan                    |
| Friuli-Venezia Giulia     | Marco Dreosto                    |
| Lazio                     | Davide Bordoni                   |
| Liguria                   | Edoardo Rixi                     |
| Lombardia - Lega Lombarda | Massimiliano Romeo               |
| Marche                    | Giorgia Latini                   |
| Molise                    | Aldo Patriciello (commissario)   |
| Piemonte                  | Riccardo Molinari                |
| Puglia                    | Roberto Marti (commissario)      |
| Romagna                   | Jacopo Morrone                   |
| Sardegna                  | Michele Ennas                    |
| Sicilia                   | Antonino Germanà (commissario)   |
| Toscana                   | Luca Baroncini                   |
| Trentino                  | Diego Binelli (commissario)      |
| Umbria                    | Riccardo Augusto Marchetti       |
| Valle d'Aosta             | Marialice Boldi                  |
| Veneto - Liga Veneta      | Alberto Stefani                  |

### Movimento giovanile
Il movimento giovanile della Lega per Salvini Premier è la Lega Giovani, organizzazione succeduta nel 2018 al Movimento Giovani Padani, che raccoglie i giovani dai 14 ai 30 anni. Il coordinatore della Lega Giovani è Luca Toccalini. Come il partito, anche la Lega Giovani si compone di un coordinamento federale e di vari coordinamenti regionali. Collegati alla Lega Giovani sono:
- Studenti di Buonsenso per l'Autonomia e il Merito (S.B.A.M.), presente nelle scuole superiori;
- Lega Universitaria, presente nelle università.

#### Coordinatore federale
| Segretario     | Periodo                       |
| -------------- | ----------------------------- |
| Andrea Crippa  | 2018 – 14 settembre 2019      |
| Luca Toccalini | 14 settembre 2019 – In carica |

## Nelle istituzioni

### Presidente della Camera dei deputati
- Lorenzo Fontana (XIX legislatura della Repubblica Italiana)

### Vicepresidente del Consiglio dei Ministri
- Matteo Salvini (Governo Conte I e Meloni)

### Ministri della Repubblica Italiana
- Governo Conte I (2018-2019)
  - Giulia Bongiorno (Ministro per la pubblica amministrazione)
  - Erika Stefani (Ministro per gli affari regionali e le autonomie)
  - Lorenzo Fontana (Ministro per la famiglia e le disabilità e ministro per gli affari europei)
  - Matteo Salvini (Vicepresidente del Consiglio dei ministri e ministro dell'interno)
  - Gian Marco Centinaio (Ministro delle politiche agricole, alimentari, forestali e del turismo)

- Governo Draghi (2021-2022)
  - Erika Stefani (Ministro per le disabilità)
  - Giancarlo Giorgetti (Ministro dello sviluppo economico)
  - Massimo Garavaglia (Ministro del turismo)
- Governo Meloni (dal 2022)
  - Roberto Calderoli (Ministro per gli affari regionali e le autonomie)
  - Alessandra Locatelli (Ministro per le disabilità)
  - Giancarlo Giorgetti (Ministro dell'economia e delle finanze)
  - Matteo Salvini (Vicepresidente del Consiglio dei ministri e ministro delle infrastrutture e della mobilità sostenibili)
  - Giuseppe Valditara (Ministro dell'istruzione e del merito)

### Vicepresidenti del Senato
- Roberto Calderoli (XVIII legislatura della Repubblica Italiana)
- Gian Marco Centinaio (XIX legislatura della Repubblica Italiana)

## Simbologia

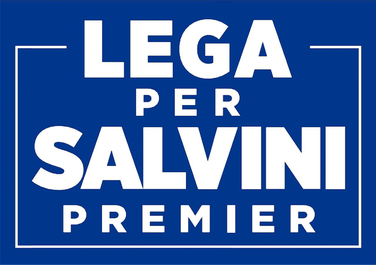
Simbolo ufficiale
Simbolo elettorale

## Risultati elettorali
| Elezione       | Elezione     | Voti      | %     | Seggi     |
| -------------- | ------------ | --------- | ----- | --------- |
| Politiche 2018 | Camera       | 5 691 921 | 17,37 | 123 / 630 |
| Politiche 2018 | Senato       | 5 317 019 | 17,63 | 58 / 315  |
| Europee 2019   | Europee 2019 | 9 175 208 | 34,26 | 29 / 76   |
| Politiche 2022 | Camera       | 2 464 005 | 8,77  | 66 / 400  |
| Politiche 2022 | Senato       | 2 439 409 | 8,85  | 30 / 200  |
| Europee 2024   | Europee 2024 | 2 100 658 | 8,97  | 8 / 76    |